# Chloroflexia
Chloroflexia (лат.) — класс фотосинтетических аноксигенных грамотрицательных бактерий. Относятся к так называемым нитчатым аноксигенным фототрофам, ранее назывались зелёными несерными бактериями. Характерной особенностью является наличие особых структур в клетке, отвечающих за фотосинтез — хлоросом. Первый представитель таксона был описан Пирсоном (Pierson B. K.) и Кастенхольцем (Castenholz R. W.) в 1974 году как Chloroflexus aurantiacus.

## Описание
Все представители таксона имеют нитчатое строение, являются миксотрофами и факультативными анаэробами, фиксируют углерод в результате особого 3-гидроксипропионатного цикла. Подвижны, движение осуществляется по т. н. «скользящему» механизму.
Все организмы этой группы не окрашиваются по Граму, однако такой результат часто противоречит микроскопическим и биохимическим исследованиям. Так, некоторые Oscillochloridaceae окрашиваются грамположительно или грамвариабельно в зависимости от условий. Согласно последним молекулярно-биологическим исследованиям, все представители типа Chloroflexi могут оказаться монодермными микроорганизмами, поскольку в секвенированных геномах их представителей отсутствуют белки, ответственные за синтез типичных липидов внешней мембраны, а также белки, ответственные за её биогенез. Подобные выводы подтверждаются результатами электронной микроскопии многих представителей этого класса. Полагают, что необычное окрашивание может быть связано с атипичной структурой пептидогликана и покрывающего его S-слоя. Однако, клеточная стенка большинства представителей этого отдела всё ещё остаются не исследованной и не охарактеризованной при помощи электронной микроскопии, поэтому вопрос о строении клеточной стенки этих бактерий остаётся открытым.

## Классификация
До 2013 года научное название класса было Chloroflexi. На июль 2018 года в класс входят следующие таксоны до рода включительно:
Отдел «Chloroflexi»
- Класс Chloroflexia
  - Порядок Chloroflexales
    - Подпорядок Chloroflexineae
      - Семейство Oscillochloridaceae
        - Роды Chloronema, Oscillochloris

    - Подпорядок Roseiflexineae
      - Семейство Chloroflexaceae
        - Род Chloroflexus

      - Семейство Roseiflexaceae
        - Роды Heliothrix, Roseiflexus

- Порядок Herpetosiphonales

- Семейство Herpetosiphonaceae
  - Род Herpetosiphon

- Порядок Kallotenuales

- Семейство Kallotenuaceae
  - Род Kallotenue